# Mâncio Lima
Mâncio Lima é um município brasileiro localizado no interior do estado do Acre. A cidade é conhecida por ser o município mais ocidental do Brasil, abrigando o ponto extremo oeste do território brasileiro na nascente do rio Moa, situada na fronteira com o Peru. É também o município brasileiro mais distante em linha reta da capital federal Brasília. Entre Mâncio Lima e Brasília, a distância em linha reta é de aproximadamente 2 870 km.

## Geografia
Sua população, conforme estimativas do IBGE de 2020, era de 19 311 habitantes e sua área é de 5.452,853 km² (2,79 hab./km²).
Limita ao norte com o Amazonas, ao sul e a oeste com o Peru, a leste com o município de Rodrigues Alves e a nordeste com o município de Cruzeiro do Sul.
O ponto extremo oeste do território brasileiro está localizado neste município.

## Infraestrutura

### Saúde
O município de Mâncio Lima possui uma taxa de mortalidade infantil de 19,05 óbitos por mil nascidos vivos, de acordo com dados de 2020 do IBGE.
De acordo com a Secretaria de Atenção Primária à Saúde do Ministério da Saúde (MS), o Índice de Vulnerabilidade Social (IVS) deste município é de muito alta vulnerabilidade, indicador criado pelo IPEA e utilizado pelo MS na alocação de profissionais do Programa Mais Médicos.